# Hwasong-19
O Hwasong-19 é um míssil balístico intercontinental (ICBM) de combustível sólido de três estágios norte-coreano testado com sucesso pela primeira vez em 31 de outubro de 2024 pelo Exército do Povo Coreano.  O Hwasong-19 foi estimado em pelo menos 28 metros de comprimento, enquanto os ICBMs avançados dos EUA e da Rússia têm menos de 20 metros de comprimento.
O Hwasong-19 voou 1.001,2 km por 85 minutos e 56 segundos antes de pousar no mar na costa leste da península coreana, com uma altitude máxima de 7.687,5 km.
Hwasong-19 pode atingir velocidades hipersônicas.

## Outros mísseis norte-coreanos:
- Hwasong-7 / Nodong-1
- Hwasong-12
- Hwasong-13 / Nodong-C
- Hwasong-15
- Hwasong-16b
- Hwasong-18